# Ted White (Stuntman)

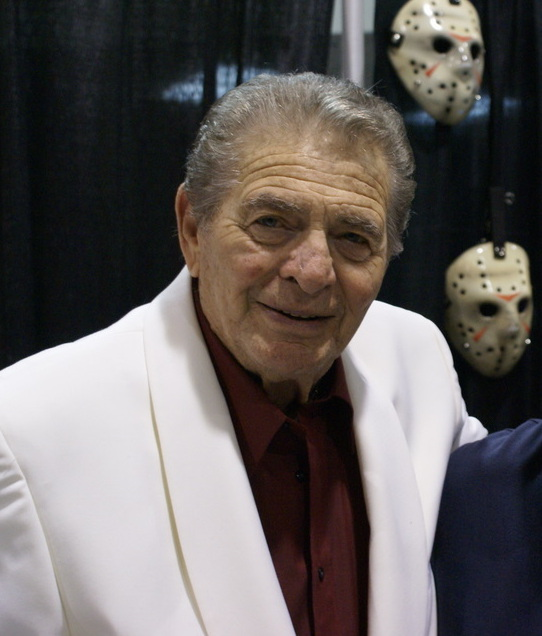
Ted White (2012)

Ted White (* 25. Januar 1926 in Snyder, Texas; † 14. Oktober 2022) war ein US-amerikanischer Stuntman und Schauspieler, der insbesondere durch seine Rolle als Jason Voorhees in Freitag der 13. – Das letzte Kapitel bekannt wurde. Er trat auch als Double für John Wayne, Fess Parker, Clark Gable und Richard Boone auf.

## Werdegang
Ted White spielte Football für die University of Oklahoma. Anschließend verfolgte er eine Stuntman- und Schauspielkarriere. In Sands of Iwo Jima (1949) wurde White wegen seines Marine-Corps-Hintergrund angesprochen, als ein Berater für die Gestaltung der Insel benötigt wurde. Zu dieser Zeit lernte White John Wayne kennen und begann 1952 als sein Stunt-Double zu arbeiten.
White hatte kleinere Rollen in Western-Filmen und in Fernsehserien wie Daniel Boone, der Andy Griffith Show, Hunter, Magnum,P.I. und Detektiv Rockford – Anruf genügt, normalerweise in ernsten und härteren Rollen, wie zum Beispiel Polizisten oder angeheuerte Schläger.
1984 spielte er den maskierten Mörder Jason Voorhees in dem Horrorfilm Freitag der 13. – Das letzte Kapitel, nachdem Regisseur Joseph Zito einen großen Mann für die Rolle wollte. White nahm widerwillig an, weil er das Geld brauchte. White bat darum, dass sein Name nirgends im Film zu sehen sei. Sein Name ist jedoch im Archivmaterial des Filmes zu sehen, welches in Freitag der 13. Teil VII – Jason im Blutrausch verwendet wurde. White wurde die Rolle des Jason für Freitag der 13. – Ein neuer Anfang und Freitag der 13. Teil VI – Jason lebt angeboten, er lehnte jedoch ab. Die Rollen gingen an den Stuntman Tom Morga und an C. J. Graham.

## Filmografie (Auswahl)

### Schauspieler
- 1949: Du warst unser Kamerad
- 1954: Der Schrecken vom Amazonas
- 1958: The Perfect Furlough
- 1958: Born Reckless
- 1960: Alamo
- 1965: Cat Ballou – Hängen sollst du in Wyoming
- 1967: Point Blank
- 1974: Kesse Mary – Irrer Larry
- 1980: Going Ape!
- 1980: Tracy trifft den lieben Gott
- 1980: Used Cars
- 1981: Macabra – Die Hand des Teufels (Demonoid: Messenger of Death)
- 1982: Tron
- 1984: Starman
- 1984: Auf der Jagd nach dem grünen Diamanten
- 1984: Freitag der 13. – Das letzte Kapitel (Friday the 13th: The Final Chapter)
- 1984: Gegen jede Chance
- 1984: The Wild Life
- 1985: Silverado
- 1986: Quiet Cool – Die Abrechnung (Quiet Cool)
- 1987: Hot Pursuit
- 1987: The Hidden – Das unsagbar Böse
- 1988: Freitag der 13. Teil VII – Jason im Blutrausch (Archivmaterial)
- 1990: Downtown
- 2001: Die doppelte Nummer

### Stuntman
- 1953: Der Prinz von Bagdad (The Veils of Bagdad) (nicht im Abspann)
- 1962: Hatari! (John Waynes Stunt-Double, nicht im Abspann)
- 1968: Planet der Affen (nicht im Abspann)
- 1972: Prime Cut (nicht im Abspann)
- 1973: … Jahr 2022 … die überleben wollen (nicht im Abspann)
- 1979: 1941 (nicht im Abspann)
- 1980: Bronco Billy (nicht im Abspann)
- 1981: Die Klapperschlange (nicht im Abspann)
- 1984: Cloak & Dagger
- 1986: Short Circuit
- 1989: Die Indianer von Cleveland
- 1989: Road House
- 1999: Wild Wild West
- 2000: Nur noch 60 Sekunden